# Abel Pires da Silva

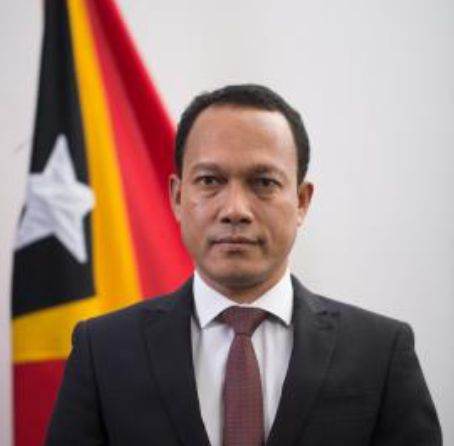
Abel Pires da Silva

Abel Pires da Silva, geboren als Seran Toza Lialuli (* 24. Mai 1976 am Foho Taroman, Cova Lima, Osttimor), ist ein osttimoresischer Informatiker und Politiker. Auf dem ersten Nationalkongress der Partidu Libertasaun Popular (PLP) am 20. Mai 2017 wurde Silva zu einem von sechs stellvertretenden Parteivorsitzenden gewählt. Von 2022 bis 2023 war Silva Minister für den öffentlichen Dienst.

## Werdegang
Silva wurde als Seran Toza Lialuli am Foho Taroman, einem Berg im Südwesten Osttimors geboren. In dieser Zeit lief die militärische Besetzung des Landes durch Indonesien, wodurch viele Zivilisten gezwungen waren, sich in der Wildnis zu verstecken. Seinen heutigen Namen erhielt Silva, als er in die katholische Grundschule eingeschult wurde, die einen christlichen Namen verlangte. Mit 14 Jahren kam er nach Dili, wo er in einem Computerkurs Klassenbester wurde.
1995 wurde Silva Mitglied der Resistência Nacional dos Estudantes de Timor-Leste (RENETIL), der studentischen Widerstandsbewegung gegen die indonesische Besetzung Osttimors. Von 1997 bis 1999 war er Vize-Verantwortlicher (Vice-Responsavel Principal) der RENETIL im indonesischen Semarang. Hier erhielt Silva an der Universität Diponegoro (UNDIP) im April 2003 einen Titel als Bachelor of Engineering (Electrical Engineering). Von Juni 2003 bis Mai 2004 war er als IT-Assistent im osttimoresischen Büro der UNICEF angestellt. Dem folgte eine Anstellung als Computer Management Specialist bei USAID in Osttimor.

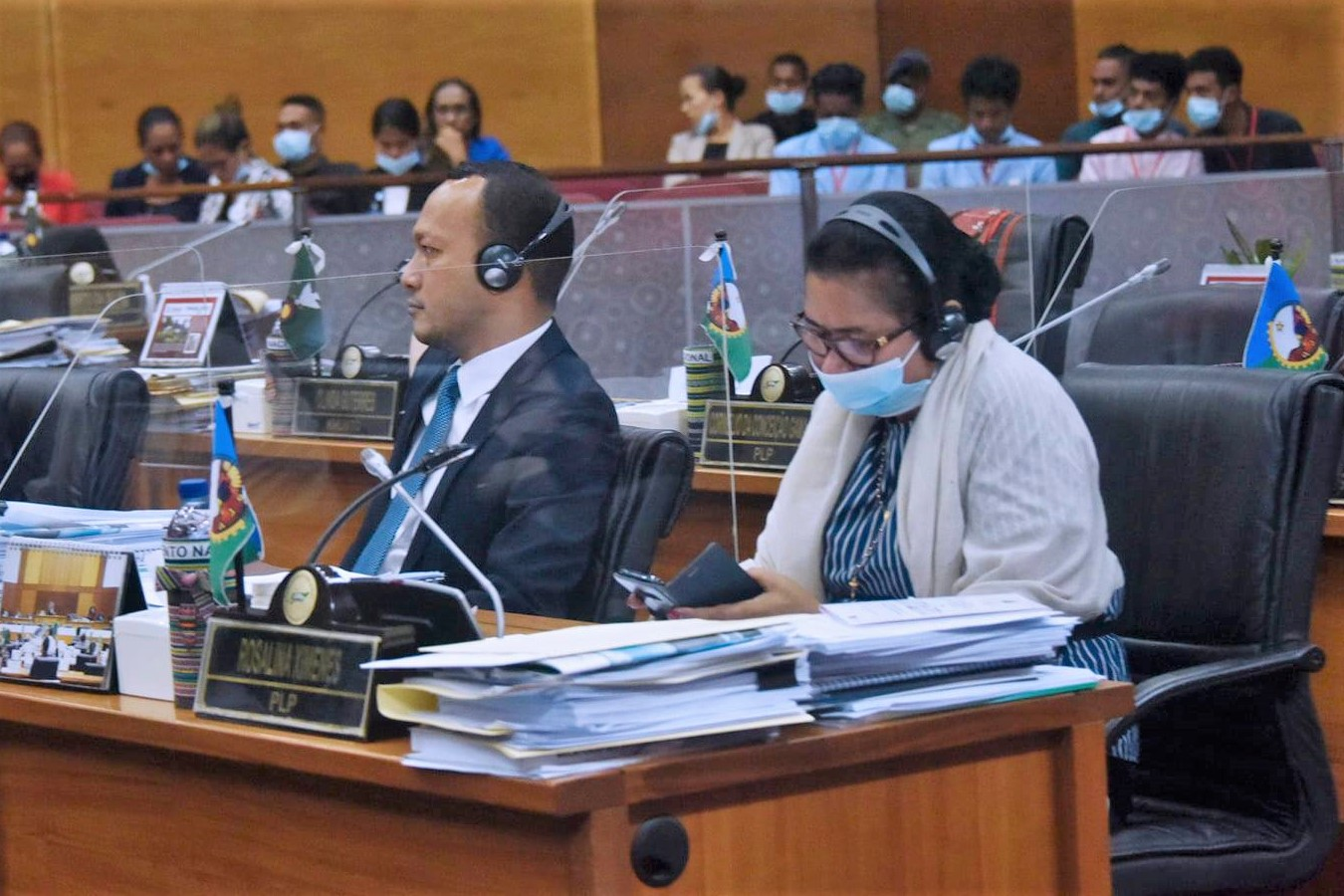
Abel Pires da Silva und Rosalina Ximenes in einer Plenarsitzung (2020)

Von Juni 2005 bis Juli 2007 folgte ein Masterstudium in Informatik an der Swinburne University of Technology (Hawthorn) in Melbourne. Schwerpunkt war Computernetzwerksicherheit und -design. Von April 2008 bis Juni 2009 war Silva Berater für Informations- und Kommunikationstechnik im osttimoresischen Ministerium für Landwirtschaft und Fischerei, dann bis Februar 2010 Programmmanager beim Land O’Lakes International Development – Building Agribusiness Capacity in East Timor Programm (BACET) und bis Mai 2010 Entwicklungsberater für Informations- und Kommunikationstechnik im Büro des stellvertretenden Premierministers José Luís Guterres. Zudem war Silva von 2007 bis 2009 Präsident der Timor-Leste Information & Communication Technology Association (ICT-TL).
An der Australian National University machte Silva zwischen Juli 2010 und Juli 2014 schließlich seinen Doktor. Seine Doktorarbeit trug den Titel: „Cultivating Sustainable Information Systems Projects in Public Sector Institutions in Least Developed Countries“. Außerdem absolvierte Silva Kurse an der University of Arkansas und der Academy of ICT Essentials for Government Leaders des United Nations Asia Pacific Center for Information and Communication Technology (UN-APCICT) in Seoul. 2015 arbeitete Silva als Direktor für Informations- und Kommunikationstechnik im Nationaldirektorats für Informatik der Universidade Nasionál Timór Lorosa’e (UNTL). Seit Februar 2016 arbeitete Silva schließlich als Senior Telecommunications Adviser im Büro des zweiten stellvertretenden Ministers für Transport und Kommunikation Inácio Moreira.

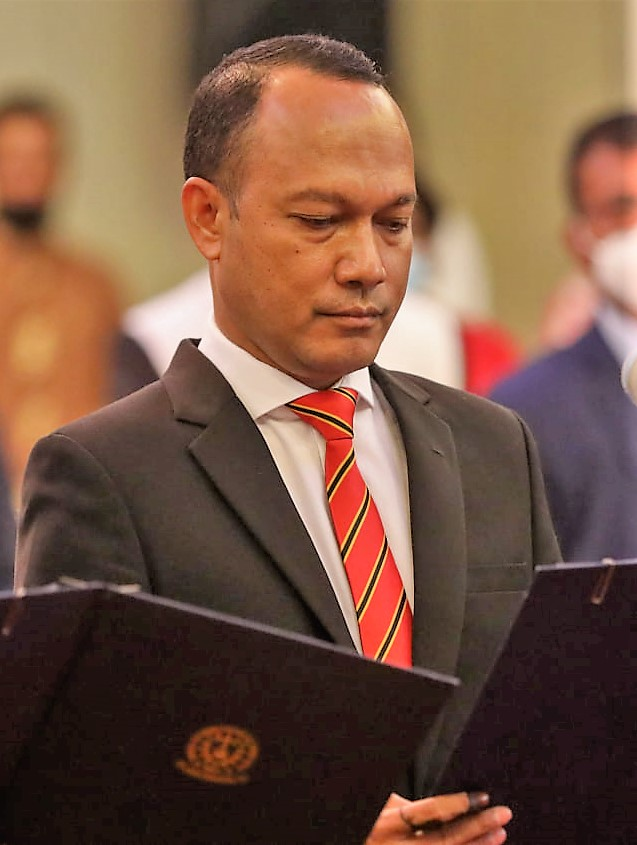
Pires bei seiner Vereidigung als Minister (2022)

Bei den Parlamentswahlen in Osttimor 2017 trat Silva für die PLP auf Listenplatz 7 an und zog somit als Abgeordneter in das Nationalparlament Osttimors ein. Hier wurde er Vorsitzender der Kommission für Infrastruktur, Transport und Kommunikation (Kommission E). Bei den Parlamentswahlen 2018 verpasste Silva den Einzug in das Parlament auf Listenplatz 40 der Aliança para Mudança e Progresso (AMP), der gemeinsamen Liste von PLP, CNRT und KHUNTO. Ende Juni 2018 rückte Silva aber für Fidelis Leite Magalhães in das Parlament nach. Er wurde Präsident der Kommission für Infrastruktur (Kommission E) und war zusätzlich von 2019 bis 2023 Mitglied des Nationalen Sicherheitsrates. Am 22. März 2022 wurde Silva zum neuen Minister für den öffentlichen Dienst vereidigt.
Bei den Parlamentswahlen 2023 gelang Silva der Wiedereinzug auf Listenplatz 31 der PLP nicht, da die Partei nur vier Sitze gewann. Das Ministeramt hatte er bis zum Ende der Legislaturperiode am 30. Juni 2023 inne.

## Veröffentlichungen (Auswahl)
- da Silva, Abel; Fernandez, W.: Sustainability of ICTD projects and its influencing factors: a comprehensive literature review, paper presented at the 49th Hawaii International Conference on System Sciences (HICSS), Januar 2016, Hawaii, USA.
- da Silva, Abel; Fernandez, W.: Significance of ‘contexts’ in ICTD projects: Alignment and misalignment of stakeholders’ interests, paper will be presented at the 49th Hawaii International Conference on System Sciences (HICSS), Januar 2016, Hawaii, USA.
- da Silva, Abel; Fernandez, W.: Beyond free lunch: Building sustainable ICT4D, paper presented at the 21st European Conference on Information Systems (ECIS), Juni 2013, Utrecht, Niederlande.
- da Silva, Abel; Fernandez, W.: ICT Projects in Least Developed Countries: Exploring the Nature and Effects of Stakeholder interactions, paper presented at the Organizations and Society in Information Systems, Pre-International Conference on Information Systems (ICIS) Workshop, Shanghai, Dezember 2011, China.
- da Silva, Abel; Fernandez, W.: More than hope and good intentions: deploying ICT projects at the edge of development, paper presented at the 19th European Conference on Information Systems (ECIS), Juni 2011, Aalto University, Helsinki, Finnland.
- da Silva, Abel; Fernandez, W.: Exploring E-government Projects in East Timor, Paper presented at the 5th International Conference on Qualitative Research in IT & IT in Qualitative Research (QualIT2010), Brisbane, Australien.
- da Silva, Abel: East Timor Chapter - The Asia-Pacific Digital Review 2009-2010 Edition. Published by ORBICOM and the International Development Research Centre.